# Resolució 1565 del Consell de Seguretat de les Nacions Unides
La Resolució 1565 del Consell de Seguretat de les Nacions Unides fou adoptada per unanimitat l'1 d'octubre de 2004. Després de recordar totes les resolucions anteriors sobre la situació a la República Democràtica del Congo, el Consell de Seguretat va ampliar el mandat de la Missió de les Nacions Unides a la República Democràtica del Congo (MONUC) fins al 31 de març de 2005 i va autoritzar un desplegament addicional de 5.900 efectius i policia.
L'augment de la mida de la MONUC es va ordenar després del requeriment del secretari general Kofi Annan per a tropes addicionals, tot i que els 5.900 empleats addicionals eren menys dels que havia recomanat. L'aprovació de la resolució 1565 va marcar el començament d'una de les reconfiguracions més grans i ràpides d'una missió de pau de les Nacions Unides mai intentada.

## Resolució

### Observacions
El preàmbul de la resolució reflecteix la preocupació del Consell sobre les hostilitats en curs a l'est de la República Democràtica del Congo i les violacions generalitzades dels drets humans i el dret internacional humanitari. Va reafirmar que totes les parts implicades en el conflicte eren responsables de la seguretat dels civils de la regió.

### Actes
Actuant sota el Capítol VII de la Carta de les Nacions Unides, el Consell va ampliar el mandat de la MONUC i en va autoritzar un augment de 5.900 efectius, amb desplegaments a Kivu Nord i Kivu del Sud. El nou mandat de la MONUC era per incloure:
(a) controlar i mantenir una presència en àrees clau;
(b) protecció de civils, assistents i instal·lacions de les Nacions Unides;
(c) establir vincles amb l'Operació de les Nacions Unides a Burundi (ONUB) i els governs burundès i congolès;
(d) supervisar les mesures imposades a la Resolució 1493 (2003);
(e) entrega i eliminació d'armes i materials al país que violin la Resolució 1493;
(f) observar moviments de grups armats i forces militars estrangeres;
(g) protegir les institucions governamentals, els funcionaris i mantenir l'ordre;
(h) ajudar amb la seguretat i el retorn voluntari de refugiats;
(i) contribuir a la desmobilització, desarmament i repatriació de combatents;
(j) assistir al procés electoral i als drets humans.
També es va demanar a la MONUC que donés suport al govern de transició i tres comissions conjuntes sobre la reforma del sector de la seguretat, la legislació i el procés electoral. A més, la MONUC va ser autoritzada a utilitzar "tots els mitjans necessaris" per fer complir el seu mandat. Mentrestant, els governs de Burundi, la República Democràtica del Congo, Ruanda i Uganda van ser convidats a no permetre que el seu territori s'utilitzés per infringir la sobirania d'un altre país. El Consell va instar la cooperació intergovernamental completa i va condemnar totes les violacions dels drets humans. Va tornar a reafirmar el vincle entre l'explotació il·legal dels recursos naturals i els conflictes armats i va acollir amb beneplàcit la convocatòria d'una conferència internacional sobre pau i seguretat a la regió dels Grans Llacs d'Àfrica.
Finalment, el Consell de Seguretat va expressar la seva preocupació per les denúncies d'abusos sexuals i la mala conducta del personal de la MONUC, i va demanar al Secretari General que investigués aquests informes i prengués les mesures oportunes.